# Burnett Highway
Der Burnett Highway ist eine Fernstraße im Osten des australischen Bundesstaates Queensland. Er verläuft in Nord-Süd-Richtung parallel zur Ostküste Australiens und verbindet den D’Aguilar Highway (A3, S96) bei Nanango mit dem Bruce Highway (NA1) südlich von Rockhampton.
Der Highway wurde nach dem Burnett River benannt, den er bei Gayndah überquert. Zusammen mit dem New England Highway verbindet er Newcastle an der Küste von New South Wales mit Rockhampton und ist daher von der Staatsregierung von Queensland als strategische Verbindungsstraße ausgewiesen.
Der höchste Punkt im Verlauf des Highways liegt auf 595 m, der niedrigste auf 9 m.